# Jurjewski

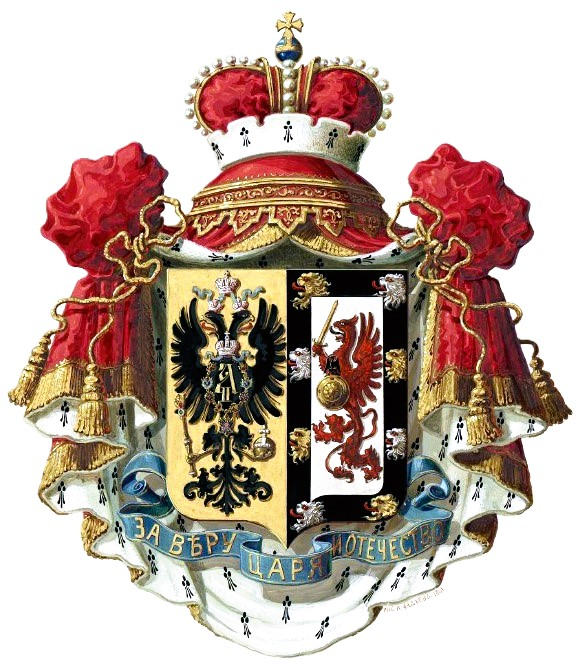
Familienwappen

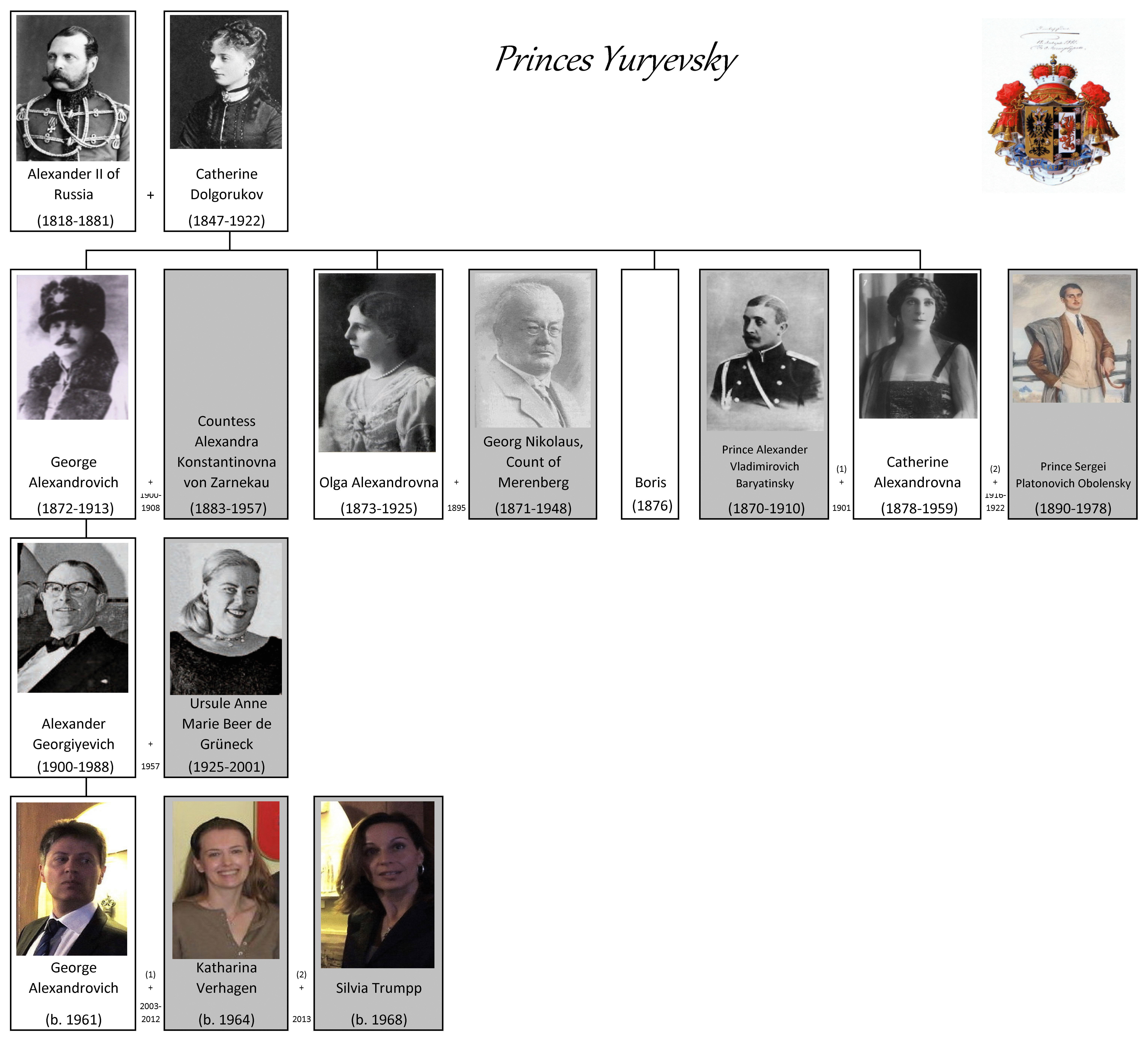
Stammbaum

Jurjewski auch Yourievsky (russisch Юрьевские) ist der Name eines russischen Hochadelsgeschlechtes, das auf eine unebenbürtige Linie des Hauses Romanow-Holstein-Gottorp zurückgeht.

## Geschichte
Am 18. Juli 1880 heiratete der russische Zar Alexander II. in zweiter morganatischer Ehe seine Geliebte Jekaterina Michailowna Dolgorukowa, aus dem alten russischen Fürstengeschlecht Dolgoruki, einer Seitenlinie der Rurikiden. Jekaterina Michailowna Dolgorukowa war die Tochter des Fürsten Michail Michailowitsch Dolgoruki und der Wera Gawrilowna Wischnewskaja. Der Zar legitimierte seine aus dieser Beziehung hervorgegangenen Kinder und erhob sie am 5. Dezember 1880 zu erblichen russischen Fürsten Jurjewski mit dem Prädikat Durchlaucht.
Aktuelles Familienoberhaupt ist Hans-Georg Alexandrowitsch Yourievsky (* 1961).

## Genealogie
1. Georgi Alexandrowitsch Jurjewski (* 12. Mai 1872; † 13. September 1913); ⚭ Alexandra von Zarnekau
  1. Alexander Georgijewitsch Jurjewski (* 21. Dezember 1900; † 29. Februar 1988); ⚭ Ursule Anne Marie Beer de Grüneck
    1. Hans-Georg Alexandrowitsch Yourievsky (* 8. Dezember 1961); ⚭ 1.) Katharina Verhagen; ⚭ 2.) Silvia Trumpp
2. Olga Alexandrowna Jurjewskaja (* 9. November 1873; † 10. August 1925); ⚭ Georg Nikolaus von Merenberg
3. Jekaterina Alexandrowna Jurjewskaja (* 20. September 1878; † 22. Dezember 1959); ⚭ 1.) Alexander Wladimirowitsch Barjatinski; ⚭ 2.) Sergei Platonowitsch Obolenski